# Grigorij Leontjew
Grigorij Nikołajewicz Leontjew (ros. Григорий Николаевич Леонтьев, ur. 14 listopada 1992 w Ufie) – rosyjski skoczek narciarski pochodzący z Baszkortostanu. Uczestnik zimowego olimpijskiego festiwalu młodzieży Europy (2009). Medalista mistrzostw Rosji.

## Przebieg kariery
W lutym 2009 w Szczyrku wziął udział w zimowym olimpijskim festiwalu młodzieży Europy – w rywalizacji indywidualnej był 39., a w konkursie drużynowym, wraz z reprezentacją Rosji, zajął 10. lokatę.
W lutym 2011 w Ramsau zadebiutował w FIS Cupie, plasując się dwukrotnie w piątej dziesiątce. Pierwsze punkty tego cyklu zdobył w styczniu 2012 w Szczyrku, gdzie był 10. i 27. W grudniu 2012 w Ałmaty jedyny raz w karierze wystąpił w Pucharze Kontynentalnym, plasując się dwukrotnie w szóstej dziesiątce. W oficjalnych zawodach międzynarodowych rozgrywanych pod egidą FIS po raz ostatni wziął udział w grudniu 2014 w Notodden, gdzie, jedyny raz oprócz konkursów w Szczyrku w styczniu 2012, punktował w FIS Cupie, zajmując 16. i 22. pozycję.
Leontjew jest medalistą mistrzostw Rosji w konkursach drużynowych – w zimowym czempionacie w takiej rywalizacji zdobył złoto w 2012 i srebro w 2013, a w letnim srebro w 2013.

## Zimowy olimpijski festiwal młodzieży Europy

### Indywidualnie
| 2009 Szczyrk | – | 39. miejsce |

### Drużynowo
| 2009 Szczyrk | – | 10. miejsce |

## Puchar Kontynentalny

### Miejsca w poszczególnych konkursachPucharu Kontynentalnego
| Źródło                                                                        | Źródło | Źródło    | Źródło    | Źródło   | Źródło   | Źródło  | Źródło  | Źródło  | Źródło        | Źródło        | Źródło           | Źródło           | Źródło  | Źródło  | Źródło        | Źródło        | Źródło        | Źródło     | Źródło     | Źródło | Źródło | Źródło  | Źródło  | Źródło    | Źródło    | Źródło      | Źródło      | Źródło | Źródło | Źródło | Źródło | Źródło | Źródło | Źródło | Źródło | Źródło | Źródło | Źródło | Źródło | Źródło | Źródło | Źródło | Źródło | Źródło | Źródło | Źródło | Źródło | Źródło | Źródło | Źródło | Źródło | Źródło | Źródło | Źródło | Źródło | Źródło | Źródło | Źródło | Źródło |
| ----------------------------------------------------------------------------- | ------ | --------- | --------- | -------- | -------- | ------- | ------- | ------- | ------------- | ------------- | ---------------- | ---------------- | ------- | ------- | ------------- | ------------- | ------------- | ---------- | ---------- | ------ | ------ | ------- | ------- | --------- | --------- | ----------- | ----------- | ------ | ------ | ------ | ------ | ------ | ------ | ------ | ------ | ------ | ------ | ------ | ------ | ------ | ------ | ------ | ------ | ------ | ------ | ------ | ------ | ------ | ------ | ------ | ------ | ------ | ------ | ------ | ------ | ------ | ------ | ------ | ------ |
| Sezon 2012/2013                                                               |        |           |           |          |          |         |         |         |               |               |                  |                  |         |         |               |               |               |            |            |        |        |         |         |           |           |             |             |        |        |        |        |        |        |        |        |        |        |        |        |        |        |        |        |        |        |        |        |        |        |        |        |        |        |        |        |        |        |        |        |
| Ałmaty                                                                        | Ałmaty | Engelberg | Engelberg | Zakopane | Zakopane | Sapporo | Sapporo | Sapporo | Bischofshofen | Bischofshofen | Titisee-Neustadt | Titisee-Neustadt | Planica | Planica | Iron Mountain | Iron Mountain | Iron Mountain | Brotterode | Brotterode | Wisła  | Wisła  | Liberec | Liberec | Vikersund | Vikersund | Niżny Tagił | Niżny Tagił | punkty |        |        |        |        |        |        |        |        |        |        |        |        |        |        |        |        |        |        |        |        |        |        |        |        |        |        |        |        |        |        |        |
| 58                                                                            | 55     | -         | -         | -        | -        | -       | -       | -       | -             | -             | -                | -                | -       | -       | -             | -             | -             | -          | -          | -      | -      | -       | -       | -         | -         | -           | -           | 0      |        |        |        |        |        |        |        |        |        |        |        |        |        |        |        |        |        |        |        |        |        |        |        |        |        |        |        |        |        |        |        |
| Legenda                                                                       |        |           |           |          |          |         |         |         |               |               |                  |                  |         |         |               |               |               |            |            |        |        |         |         |           |           |             |             |        |        |        |        |        |        |        |        |        |        |        |        |        |        |        |        |        |        |        |        |        |        |        |        |        |        |        |        |        |        |        |        |
| 1 2 3 4-10 11-30 poniżej 30 dq – dyskwalifikacja - – zawodnik nie wystartował |        |           |           |          |          |         |         |         |               |               |                  |                  |         |         |               |               |               |            |            |        |        |         |         |           |           |             |             |        |        |        |        |        |        |        |        |        |        |        |        |        |        |        |        |        |        |        |        |        |        |        |        |        |        |        |        |        |        |        |        |

## FIS Cup

### Miejsca w klasyfikacji generalnej
| Sezon     | Miejsce |
| --------- | ------- |
| 2011/2012 | 153.    |
| 2014/2015 | 145.    |

### Miejsca w poszczególnych konkursachFIS Cupu
| Sezon 2010/2011                                                               |         |                     |                     |              |              |            |            |            |            |          |          |                     |                     |          |          |                     |             |             |             |             |                        |                        |             |              |              |        |        |        |        |        |        |        |        |        |        |        |        |        |        |        |        |        |
| Villach                                                                       | Villach | Szczyrbskie Jezioro | Szczyrbskie Jezioro | Örnsköldsvik | Örnsköldsvik | Falun      | Falun      | Einsiedeln | Einsiedeln | Notodden | Notodden | Szczyrbskie Jezioro | Szczyrbskie Jezioro | Szczyrk  | Szczyrk  | Kranj               | Kranj       | Ramsau      | Ramsau      | Ruhpolding  | Ruhpolding             | Zaō                    | Zaō         | punkty       | punkty       | punkty | punkty | punkty | punkty | punkty | punkty | punkty | punkty | punkty | punkty | punkty | punkty | punkty | punkty | punkty | punkty | punkty |
| -                                                                             | -       | -                   | -                   | -            | -            | -          | -          | -          | -          | -        | -        | -                   | -                   | -        | -        | -                   | -           | 41          | 44          | -           | -                      | -                      | -           | 0            | 0            | 0      | 0      | 0      | 0      | 0      | 0      | 0      | 0      | 0      | 0      | 0      | 0      | 0      | 0      | 0      | 0      | 0      |
| Sezon 2011/2012                                                               |         |                     |                     |              |              |            |            |            |            |          |          |                     |                     |          |          |                     |             |             |             |             |                        |                        |             |              |              |        |        |        |        |        |        |        |        |        |        |        |        |        |        |        |        |        |
| Villach                                                                       | Villach | Gérardmer           | Gérardmer           | Szczyrk      | Szczyrk      | Einsiedeln | Einsiedeln | Notodden   | Notodden   | Predazzo | Predazzo | Szczyrk             | Szczyrk             | Kranj    | Kranj    | Liberec             | Brattleboro | Brattleboro | Baiersbronn | Baiersbronn | Garmisch-Partenkirchen | Garmisch-Partenkirchen | punkty      | punkty       | punkty       | punkty | punkty | punkty | punkty | punkty | punkty | punkty | punkty | punkty | punkty | punkty | punkty | punkty | punkty | punkty | punkty |        |
| 60                                                                            | 40      | -                   | -                   | -            | -            | 46         | 40         | -          | -          | 57       | 65       | 10                  | 27                  | -        | -        | -                   | -           | -           | -           | -           | -                      | -                      | 30          | 30           | 30           | 30     | 30     | 30     | 30     | 30     | 30     | 30     | 30     | 30     | 30     | 30     | 30     | 30     | 30     | 30     | 30     |        |
| Sezon 2014/2015                                                               |         |                     |                     |              |              |            |            |            |            |          |          |                     |                     |          |          |                     |             |             |             |             |                        |                        |             |              |              |        |        |        |        |        |        |        |        |        |        |        |        |        |        |        |        |        |
| Villach                                                                       | Villach | Hinterzarten        | Hinterzarten        | Kuopio       | Kuopio       | Einsiedeln | Einsiedeln | Planica    | Planica    | Szczyrk  | Szczyrk  | Râșnov              | Râșnov              | Notodden | Notodden | Szczyrbskie Jezioro | Zakopane    | Zakopane    | Kranj       | Kranj       | Brattleboro            | Brattleboro            | Lake Placid | Hinterzarten | Hinterzarten | punkty |        |        |        |        |        |        |        |        |        |        |        |        |        |        |        |        |
| -                                                                             | -       | -                   | -                   | -            | -            | -          | -          | -          | -          | -        | -        | -                   | -                   | 16       | 22       | -                   | -           | -           | -           | -           | -                      | -                      | -           | -            | -            | 24     |        |        |        |        |        |        |        |        |        |        |        |        |        |        |        |        |
| Legenda                                                                       |         |                     |                     |              |              |            |            |            |            |          |          |                     |                     |          |          |                     |             |             |             |             |                        |                        |             |              |              |        |        |        |        |        |        |        |        |        |        |        |        |        |        |        |        |        |
| 1 2 3 4-10 11-30 poniżej 30 dq – dyskwalifikacja - − zawodnik nie wystartował |         |                     |                     |              |              |            |            |            |            |          |          |                     |                     |          |          |                     |             |             |             |             |                        |                        |             |              |              |        |        |        |        |        |        |        |        |        |        |        |        |        |        |        |        |        |